# Линколнтон (Северна Каролина)
Линколнтон (енгл. Lincolnton) град је у америчкој савезној држави Северна Каролина.

## Демографија
По попису из 2010. године број становника је 10.486, што је 521 (5,2%) становника више него 2000. године.
| Група             | 2000.         | 2010.         |
| Белци             | 6.999 (70,2%) | 7.135 (68,0%) |
| Афроамериканци    | 1.343 (13,5%) | 1.433 (13,7%) |
| Азијати           | 39 (0,4%)     | 58 (0,6%)     |
| Хиспаноамериканци | 1.491 (15,0%) | 1.683 (16,0%) |
| Укупно            | 9.965         | 10.486        |